# Francisco Lozano Borgoni
Francisco "Camarón" Lozano (México D.F., 19 de mayo de 1932 – México D.F., 11 de noviembre de 2008) fue un ciclista olímpico mexicano. Compitió en los Juegos Olímpicos de Helsinki 1952 y Melbourne 1956.